# Rahsaan Roland Kirk
Rahsaan Roland Kirk (7. srpna 1935 , Columbus, Ohio – 5. prosince 1977, Bloomington, Indiana ) byl slepý americký jazzový multiinstrumentalista který hrál na tenor saxofon, flétnu a mnoho dalších nástrojů. Jeho vystoupení na jevišti bylo plné vitality, mistrné improvizace doprovázené komickým žertováním, politickým chvástáním a hraním současně na několik nástrojů najednou.

## Životopis
Kirk se narodil jako Ronald Theodore Kirk v Columbu v Ohiu, ale změnil si křestní jméno přehozením prvních dvou písmen na Roland. Jako malý chlapec oslepl díky nedostatečné lékařské péči. V roce 1970 si Kirk přidal druhé jméno „Rahsaan“, poté co jej zaslechl ve snu.

## Diskografie
King Records
- 1956 – Triple Threat

Argo/Cadet/Chess Records
- 1960 – Introducing Roland Kirk

Prestige Records
- 1961 – Kirk's Work

Mercury Records
- 1961 – We Free Kings
- 1962 – Domino
- 1963 – Reeds and Deeds
- 1963 – Kirk in Copenhagen
- 1964 – Roland Kirk Meets the Benny Golson Orchestra
- 1964 – I Talk with the Spirits
- 1964 – Gifts and Messages

Limelight Records
- 1965 – Slightly Latin
- 1965 – Rip, Rig and Panic

Verve Records
- 1967 – Now Please Don't You Cry, Beautiful Edith

Atlantic Records
- 1965 – Here Comes the Whistleman (Live)
- 1967 – The Inflated Tear
- 1968 – Left and Right
- 1968 – Volunteered Slavery
- 1970 – Rahsaan Rahsaan
- 1971 – Natural Black Inventions: Root Strata – většinou Kirk sám, na mnoho nástrojů
- 1971 – Blacknuss
- 1972 – Brotherman In The Fatherland – živě ve Funkhaus v německém Hamburku
- 1972 – A Meeting of the Times – s ex-Duke Ellingtonovým zpěvákem Al Hibblerem
- 1973 – Bright Moments – živě z Keystone Corner, San Francisco
- 1973 – Prepare Thyself to Deal With a Miracle
- 1973 – The Art of Rahsaan Roland Kirk
- 1975 – The Case of the 3 Sided Dream in Audio Color – spolu s Richardem Tee, Stevem Gaddem a Hughem McCrackenem
- 1976 – Other Folks' Music

Warner Bros. Records
- 1975 – The Return of the 5000 Lb. Man
- 1976 – Kirkatron – Warner Brothers Records
- 1977 – Boogie-Woogie String Along for Real

Posmrtná vydání nového materiálu
- I, Eye, Aye: Live at the Montreux Jazz Festival, 1972 (Rhino)
- The Man Who Cried Fire (Night)
- Dog Years in the Fourth Ring (32 Jazz)
- Compliments of the Mysterious Phantom (Hyena)
- Brotherman in the Fatherland – živý záznam z Německa, 1972 (Hyena)

Kompilace
- Rahsaan: The Complete Mercury Recordings Of Roland Kirk
- Does Your House Have Lions: The Rahsaan Roland Kirk Anthology
- Simmer, Reduce, Garnish & Serve – kompilace posledních tří alb
- Talkin' Verve: Roots of Acid Jazz